# Улашківська печера
Улашківська печера — печера, що міститься обабіч шляху Улашківці-Озеряни, за цвинтарем біля урочища «Локаційки» в сосновому насадженні.
Печера гіпсова.
Вхід під горою за яром через 300—400 м від другого повороту дороги в видолинку — досить вузький. Одразу після входу в печеру розташовані два великих зали — просто і праворуч. В правому залі є великі валуни. Хід веде далі просто і ліворуч з першого великого залу вузьким ходом, загромадженим валунами та малим камінням.
Загальна довжина печери — 94 м. Розвідано перші десятки метрів.
Межує на відстані кількох кілометрів з печерою «Млинки» (с. Залісся) та печерою «Вертеба» (с. Більче-Золоте).
Поруч є печери — на полі перед лісом «Дача Галілея» (западини в полі, порослі чагарниками, які, звісно, є продовженням Улашківської печери).